# An Bình, huyện Cao Lãnh
An Bình là một xã thuộc huyện Cao Lãnh, tỉnh Đồng Tháp, Việt Nam.

## Địa lý
Xã An Bình có vị trí địa lý:
- Phía đông giáp xã Mỹ Thọ
- Phía tây và phía nam giáp xã Mỹ Trà
- Phía bắc và đông bắc giáp xã Nhị Mỹ
- Phía tây bắc giáp xã Phương Trà.

Xã An Bình có diện tích 8,59 km², dân số năm 1999 là 8.517 người, mật độ dân số đạt 992 người/km².

## Hành chính
Xã An Bình được chia thành 3 ấp: An Định, An Lạc, An Nghiệp.

## Lịch sử
Ngày 27 tháng 12 năm 1980, Hội đồng Chính phủ ban hành Quyết định 382-CP về việc chia xã Nhị Bình thành hai xã lấy tên là xã Nhị Mỹ và xã An Bình.
Ngày 5 tháng 1 năm 1981, Hội đồng Chính phủ ban hành Quyết định 4-CP về việc chia huyện Cao Lãnh thành hai huyện lấy tên là huyện Cao Lãnh và huyện Tháp Mười. Xã An Bình thuộc huyện Cao Lãnh.
Ngày 23 tháng 2 năm 1983, Hội đồng Bộ trưởng ban hành Quyết định 13-HĐBT về việc thành lập thị xã Cao Lãnh trên cơ sở điều chỉnh một phần diện tích và dân số của huyện Cao Lãnh. Xã An Bình thuộc huyện Cao Lãnh.